# Evangelische Kirche (Epfenbach)

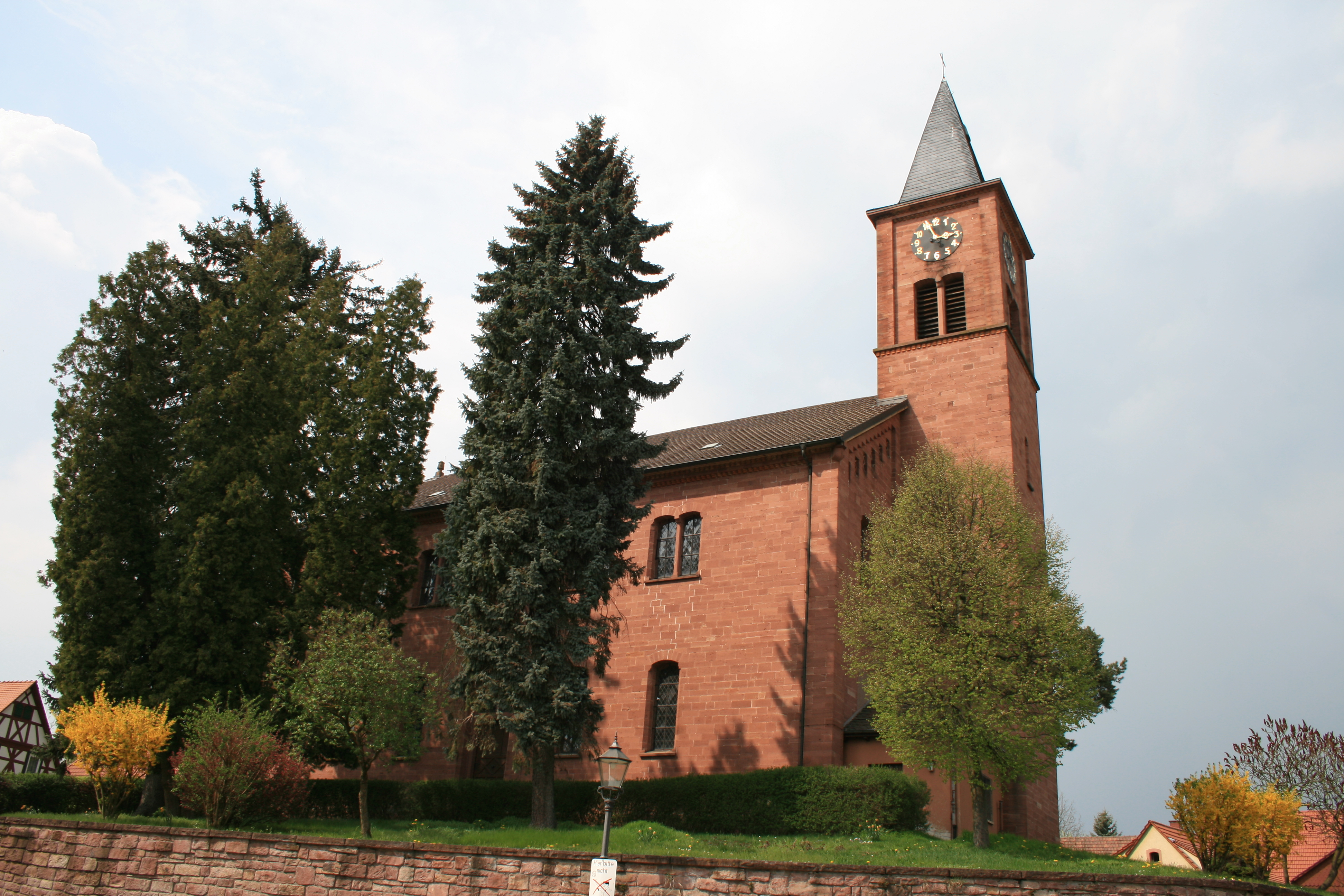
Evangelische Kirche in Epfenbach

Die Evangelische Kirche ist ein geschütztes Kulturdenkmal nach dem Denkmalschutzgesetz. Sie steht in Epfenbach, einer Gemeinde im Rhein-Neckar-Kreis in Baden-Württemberg. Die Kirchengemeinde gehört zum Kirchenbezirk Kraichgau der Evangelischen Landeskirche in Baden.

## Beschreibung
Die nach Plänen von Heinrich Hübsch errichtete Hallenkirche aus Quadermauerwerk ersetzte 1836 einen Vorgängerbau. Sie besteht aus dem aufgrund der Emporen im Inneren zweigeschossig gegliederten Langhaus und dem mit einem Pyramidendach bedeckten Kirchturm auf quadratischem Grundriss im Osten, dessen oberstes Geschoss die Turmuhr und hinter den als Biforien gestalteten Klangarkaden den Glockenstuhl mit drei Kirchenglocken beherbergt. 
Der Innenraum des Langhauses besteht aus einem Mittelschiff und zwei Seitenschiffen, die durch zweigeschossige Arkaden, auf denen sich Emporen befinden, getrennt sind. Das Mittelschiff ist mit einer Holzbalkendecke überspannt. Die Orgel wurde 1836 durch Wilhelm Friedrich Overmann gebaut.